# Pissonotus fulvus
Pissonotus fulvus är en insektsart som beskrevs av Metcalf 1923. Pissonotus fulvus ingår i släktet Pissonotus och familjen sporrstritar. Inga underarter finns listade i Catalogue of Life.